# Конвой № 8505
Конвой № 8505 — японський конвой часів Другої світової війни, проведення якого відбувалось у листопаді 1943.
Вихідним пунктом конвою був Палау на заході Каролінських островів — важливий транспортний хаб, куди, зокрема, ходили з нафтовидобувних районів Індонезії. Пунктом призначення став атол Трук у центральній частині Каролінських островів, де до лютого 1944-го були головна база японського ВМФ у Океанії та транспортний хаб, що забезпечував постачання Рабаула (головна передова база в архіпелазі Бісмарка, з якої провадились операції на Соломонових островах та сході Нової Гвінеї) та Східної Мікронезії.
До складу конвою увійшли танкери «Огура-Мару № 3» та «Хакубасан-Мару», тоді як охорону забезпечував есмінець «Тачікадзе».
Загін вийшов із бази 5 листопада 1943-го. І біля Палау, і біля Труку традиційно чергували американські субмарини, проте в підсумку перехід пройшов без інцидентів і 11 листопада конвой № 8505 успішно прибув на Трук.